# Lyonnais

Flaga Lyonnais

Lyonnais (fr.-prow. Liyonês) – dawna prowincja francuska, obecnie w departamencie Rodan.
W jej skład wchodziły trzy części:
- Plat pays de Lyonnais,
- miasto Lyon,
- Franc-Lyonnais.

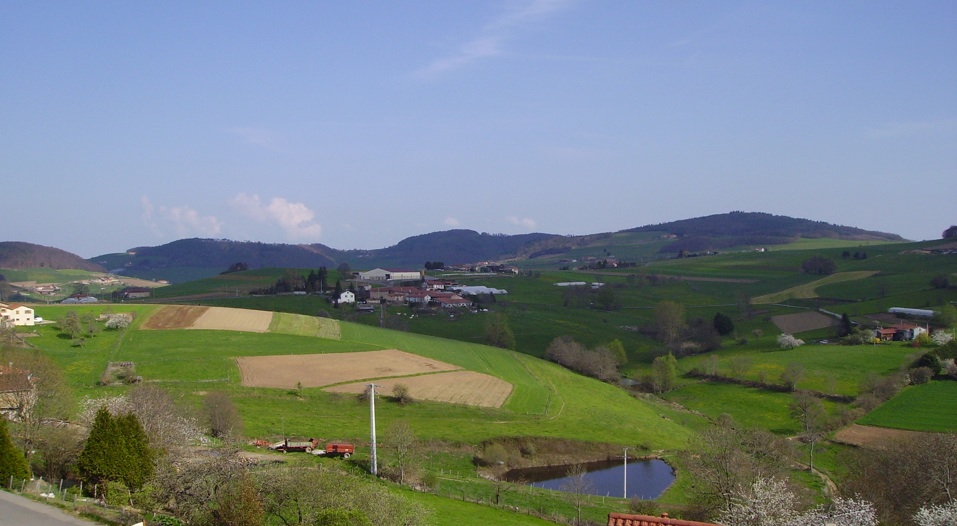

Dawniej powszechny w Lyonnais był dialekt Lyonnais języka franko-prowansalskiego. Wpłynął on na powstanie lokalnej odmiany języka francuskiego parler lyonnais.